# Jan Denuwelaere
Jan Denuwelaere (Poperinge, 9 april 1988) is een Belgisch voormalig veldrijder.

## Carrière
Denuwelaere was tot eind 2007 motorcrosser. Een sport waarmee hij startte op 14-jarige leeftijd. Vervolgens werd hij actief in het veldrijden. In 2010 tekende hij een contract bij Style & Concept Team.
Op 29 december 2011 behaalde hij zijn eerste overwinning bij de profs in Bredene waar hij wereldkampioen Zdeněk Štybar klopte in de sprint. Een jaar later op 22 december won hij in de bpost bank trofee de Cyclocross van Essen. In een sprint met alweer Zdeněk Štybar werd Denuwelaere in de hekken gedrongen waardoor hij ten val kwam. De jury declasseerde Štybar en wees Denuwelaere aan als winnaar.
In oktober 2013 maakte hij bekend te stoppen als veldrijder. De Koppenbergcross was zijn laatste cross. In mei 2014 kondigde hij zijn terugkeer in het veld aan bij de ploeg Vastgoedservice-Golden Palace Cycling Team. Tijdens het veldritseizoen 2014-2015 werd Denuwelaere Belgisch kampioen veldrijden bij de elites zonder contract.
In februari 2017 verbeterde hij te Waregem het wereldrecord hoogspringen-op-de-fiets. Hij maakte er een sprong van ca. 80 cm. Het vorige record stond op naam van Tom Meeusen.

## Erelijst
| Seizoen   | Wereldbeker | Superprestige | Bpost Trofee | WK  | BK  | Overige      | Totaal aantal zeges |
| --------- | ----------- | ------------- | ------------ | --- | --- | ------------ | ------------------- |
| 2008-2009 |             |               |              | NVT | NVT | Kasteelcross | 1                   |
| 2009-2010 |             |               |              | NVT | NVT |              | 0                   |
| 2010-2011 |             |               |              | ND  | 10e |              | 0                   |
| 2011-2012 |             |               |              | ND  | 7e  | Bredene      | 1                   |
| 2012-2013 |             |               | Essen        | ND  | 11e |              | 1                   |